# Едекон
Едекон (Edekon, Edika; † 469) e княз на скирите през 5 век. Той е баща на Одоакър.

## Биография
Едекон е приближен на краля на хуните Атила. Той е негов дипломат и пътува с Атиловия секретар Флавий Орест през 448/449 г. за Константинопол, където е изнудван да убие Атила, но му издава този план.
След смъртта на Атила през 453 г. Едекон получава ръководството на скирите в Карпатската област. Той се съюзява с гепида Ардарих срещу синовете на Атила. Гепидските войски и техните съюзници побеждават през 454 г. в битката при р. Недао в Панония.
В Алфьолд (Панонската или Унгарската долина) Едекон създава кратко съществуващото Царство на скирите. През 468 г. воюва с остготите, които населяват Панония. Едекон се присъединява в съюза на гепиди, свеби и други племена, подпомагани от източно римският император Лъв I.
Едекон пада през 469 г. в битката при Болия, където антиготския съюз е победен. Скирското царство е разгромено, много от скирите постъпват в римската войска.
Синът на Едекон Хунулф, се издига в Източната римска империя до магистер милитум. Другият син на Едекон Одоакър отива в Западното царство и бързо се издига в тамошната войска и става крал на Италия. Одоакър се среща там с генерал Флавий Орест, чийто син Ромул Августул през 475 г. за късо време е император, преди Одоакър да убие Орест през 476 г. и да свали Ромул Августул.